# Общее (философия)
Общее (философия) — философская категория диалектики. 
Вместе с категориями единичного, особенного и всеобщего отражает различные объективные диалектические связи свойств объектов и явлений материального мира, а также этапы теоретического познания этих связей мышлением человека. Общее обуславливается наличием у каждого материального объекта свойств, присущих не только ему, но и другим объектам, которые позволяют выделять группы объектов с одинаковыми свойствами. 
Каждый материальный объект представляет собой единство общего и особенного, единство сторон, указывающих на его сходство с другими материальными объектами и сторон, указывающих на его отличие от других материальных объектов. Всеобщим называется вид общего, присущий всем объектам и явлениям объективной действительности. Всеобщее не может выступать в роли особенного. Процесс познания в науке начинается с восхождения от единичного чувственно-конкретного к абстрактному общему. Следующим этапом процесса познания является переход от общего к особенному и единичному и в то же время от абстрактного к конкретному